# دان كرويشانك
دان كرويشانك (بالإنجليزية: Dan Cruickshank)‏ هو مهندس معماري ومقدم تلفزيوني ومؤرخ بريطاني، ولد في 26 أغسطس 1949 في لندن في المملكة المتحدة.

## وصلات خارجية
- دان كرويشانك على موقع IMDb (الإنجليزية)
- دان كرويشانك على موقع قاعدة بيانات الفيلم (الإنجليزية)